# Chantal Dupuy-Dunier
Chantal Dupuy-Dunier, née à Arles (Bouches-du-Rhône) le 28 novembre 1949, est une poétesse et romancière française qui vit actuellement en Auvergne, à Chamalières.
Elle a exercé comme psychologue dans un hôpital psychiatrique de Clermont-Ferrand.
Biographie : Elle est l'auteure d'une trentaine de livres dont Initiales (éditions Voix d’encre) qui lui a valu le Prix Artaud en 2000, Creusement de Cronce (Voix d'encre) et Pluie et neige sur Cronce Miracle (éd. Les Lieux Dits, 2 Rives) qui évoquent Cronce, petit village de la Haute-Loire où elle a vécu pendant une dizaine d'années et qui l'a marquée profondément,.
En 2009, elle a  publié Éphéméride aux éditions Flammarion et en mai 2013 Mille grues de papier chez le même éditeur.
Les thèmes centraux de sa poésie sont la vie et la mort, les questions existentielles qui leur sont attachées : le temps, l’espace, leur relativité. Le thème de l’eau, avec les « sorgues », sources résurgentes, est un fil rouge, une métaphore du langage poétique agissant sous la langue ordinaire. « Tout fait signe », la moindre inscription, des initiales sur un mur, les traces des écritures passées.
Chantal Dupuy-Dunier est une « militante de la poésie ». Elle a animé pendant 11 ans un atelier d’écriture et de lecture poétiques et a fait partie du comité de lecture de la revue Arpa. Régulièrement, elle donne des spectacles-lectures et intervient dans les établissements scolaires et les bibliothèques. 
En 2010, elle a été invitée à la Fête internationale du Livre de Saint-Louis du Sénégal. En 2011, elle a participé au premier Printemps des poètes organisé sur l’Île de Mayotte, et, en 2012, au Salon du Livre de Beyrouth, ce qui lui a permis d'écrire C'est où Poezi ?, paru en 2017 aux éditions Henry, qui recherche dans ces trois lieux frappés par la pauvreté, la guerre, le terrorisme, où peut encore se trouver la place de la poésie,.
En 2015, elle a participé au Festival international de poésie de Novi Sad, en Serbie.
Ses récents recueils Où qu’on va après ? (L'Idée bleue/Cadex), Et l’orchestre joue sur le pont qui s’incline (La Porte), Celle (L’Arbre à paroles) et Il faut laisser la porte ouverte, « feuilleton poétique » publié par les éditions Henry, abordent directement le thème de la mort, au point qu’elle a été surnommée « la poétesse du sommeil ».
Claude Vercey, sous le titre « L’autre côté du bleu », a consacré un article à l'auteur où il concluait : « Ni sirène, ni Lorelei. Si Chantal Dupuy-Dunier prête sa voix à la mort, ce n’est pas pour élever un chant de mort, mais inventer un dispositif où méditer sans complaisance ni effroi. Le temps étant désormais au cœur de l’œuvre, avec Éphéméride comme principal repère, comment éviter d’aborder cette grande question ?Livre de sagesse en définitive, Celle ne perd pas de vue le naufrage final, mais l’orchestre joue sur le pont qui s’incline, il importe… »
Dans Mille grues de papier, elle s'est inspirée de l'histoire de la petite Sadako Sasaki, irradiée à Hiroshima et décédée d'une leucémie à l'âge de douze ans. Un proverbe japonais dit : « Quiconque plie mille grues de papier verra son vœu exaucé. » Sadako a plié 644 grues en origami avant de mourir. Ce sont les enfants de sa classe qui ont réalisé les autres grues pour aller jusqu'à 1000. À l'image de la fillette, Chantal Dupuy-Dunier a « plié » 644 poèmes. Pendant des siècles encore, d'autres poètes réaliseront des pliages de mots, chercheront à débusquer la langue poétique dans les replis du langage ordinaire. Si Mille grues de papier parle de la mort, cet ouvrage délivre aussi un immense message d'espoir,.
Éric Chevillard, dans sa chronique du Monde des Livres (7 juin 2013) intitulée « Chantier avec grues », écrit : « Ces vers modestes manifestent, à l'instar des origamis, un art économe et qui n'a guère besoin que d'une feuille de papier pour s'opposer à l'anéantissement programmé de toute chose, des êtres, de leur corps et de leur mémoire. Le poète, en lequel Chantal Dupuy-Dunier voit avant tout un insomniaque, est bien celui qui veille et qui perçoit encore les signaux de l'immense phare couché, désossé au fond de l'eau ».
2021 : Elle publie un premier et original roman "La Langue du pic vert" aux éditions de La Déviation.
En décembre 2024, elle remporte le Prix Verlaine de la Maison de poésie, fondation Blémont, pour son émouvant recueil "Parenthèses" (éditions Henry / La Rumeur libre), dédié à ses parents disparus. Deux chapitres : "Passe, impair et manque" et "Laisse de mère".